# Борньи-Деборд, Гюстав
Гюстав Борньи-Деборд (фр. Gustave Borgnis-Desbordes; 22 октября 1832, Провен — 18 июля 1900, Ханой) — французский колониальный военный деятель, дивизионный генерал. Известен участием в кампании по завоеванию Судана и по экспедиции в Тонкин в 1884—1886 и 1888—1889 гг.

## Биография
Он родился в Провене 22 октября 1832. Был внуком депутата парламента Финистера Франсуа Мари Борньи-Деборда.
Поступил в Политехническое училище в 1859 году, затем с 1861 по 1863 год учился в артиллерийской школе в Меце, после чего поступил в морскую артиллерию. Получив в 1863 году звание лейтенанта, он служил в Тулоне до 1866 года. В следующем году был произведен в капитаны, затем служил в Кохинхине с 1868 по 1871 год, после чего был отозван в Париж и был назначен на должность помощника генерала Фребо, постоянного генерального инспектора морской артиллерии. В 1876 году он был повышен до командира эскадрона, а в 1880 году — до подполковника. Затем он был направлен в Сенегал.
В Сенегале он участвовал в завоевании Французского Судана. В ходе этой кампании он основал Нигеро-Океанскую железную дороу, отличился в боях с Самори, а также основал Киту и Бамако.
Произведен в полковники 31 марта 1883 года, участвовал во Франко-китайской войне, где командовал артиллерией экспедиционного корпуса. 25 июля 1886 года он был повышен до бригадного генерала, а 24 марта 1890 года — до дивизионного генерала.
На момент смерти он был главнокомандующим войсками в Индокитае и Великим офицером ордена Почетного легиона.